# Charuvit
Charuvit (hebrejsky: חרובית, anglicky: Haruvit) byla izraelská osada v bloku osad Chevel Jamit nacházející se v severovýchodním cípu Sinajského poloostrova poblíž města Jamit. Vesnice byla založena jako vojensko-civilní osada typu "Nachal" roku 1975. V létě roku 1977 se proměnila v ryze civilní osadu, která byla nazývána též Tarsag (hebrejsky: תרס"ג). Jejími zakladateli byli stoupenci hnutí Betar a Cherut. K roku 1977 zde zpráva připravená pro americký senát odhaduje počet obyvatel na 40. Poblíž osady bylo později objeveno staroegyptské archeologické naleziště zvané Mecudat Charuvit (מצודת חרובית). Vesnice byla vystěhována v roce 1982 v důsledku podpisu Egyptsko-izraelské mírové smlouvy. Obyvatelé ze zrušené osady se měli usadit v nově zakládané vesnici Chad Nes na Golanských výšinách, jejíž jméno mělo připomínat 3 vystěhované osady (Charuvit, Dikla a Naot Sinaj), ale nakonec k tomu nedošlo.